# Vallmoland
Vallmoland är Ola Magnells elfte studioalbum, utgivet på CD den 20 augusti 2003.
Albumet var Magnells första studioalbum på tio år. Det producerades av Benneth Fagerlund och Lalla Hansson och spelades in i Satellite Studio under februari och mars 2003. Staffan Astner var en av de medverkande musikerna.
Vallmoland hamnade på en trettondeplats som bäst på den svenska albumlistan, en plats den innehade under en vecka. Totalt låg skivan sex veckor på listan. Det var Magnells första listplacering sedan 1984 års Onkel Knut. Ingen singel utgavs från skivan även om promotionsinglar distribuerades för låtarna "Sisyfos (ta mig hem)", "Dimmornas kaj" och "Bruten vinge".

## Låtlista
Alla låtar är skrivna av Ola Magnell.
1. "Sisyfos (ta mig hem)" - 4:44
2. "Blues för Amadeus" - 4:30
3. "Vallmoland" - 4:42
4. "Dimmornas kaj" - 4:38
5. "Macho Kid" - 5:43
6. "Bruten vinge" - 3:58
7. "Grumliga motiv" - 4:29
8. "Änglar finns" - 3:31
9. "Fåglalåt" - 2:43
10. "Kallt kallt kallt" - 2:58
11. "Nu faller mörkret" - 3:01

## Medverkande
- Ove Andersson – bas
- Staffan Astner – gitarr
- Benneth Fagerlund – producent, piano, orgel
- Lalla Hansson – producent
- Ola Magnell – sång, gitarr
- Magnus Persson – trummor

## Listplaceringar
| Lista (2003) | Topplacering |
| ------------ | ------------ |
| Sverige      | 13           |

### Fotnoter
1. 1 2 3  ”Ola Magnell”. Svensk mediedatabas. http://smdb.kb.se/catalog/search?q=Ola+Magnell&x=0&y=0. Läst 24 januari 2013.
2. 1 2  Listplacering
3. ↑  ”Singlar”. Ola Magnell. http://www.magnell.nu/diskografi/singlar-1763985. Läst 24 januari 2013.